# Thierry Frémaux
Thierry Frémaux (Tullins, 29 maggio 1960) è un critico cinematografico francese, delegato generale del Festival di Cannes e il direttore dell'Istituto Lumière di Lione.

## Biografia
Nato nel dipartimento di Isère, cresce nel quartiere residenziale di Minguettes, a Vénissieux, nell'arrondissement di Lione, dove suo padre lavorava come ingegnere per la Électricité de France. Proprio dal padre, Frémaux viene iniziato al cinema, è cofondatore della prima radio libera associativa Radio Canut, insegna judo, di cui è cintura nera, e studia storia sociale, laureandosi con una tesi sulle origini del positivismo, per poi intraprendere un dottorato sulla storia sociale del cinema.
Collabora come volontario alla realizzazione dell'Istituto Lumière, diventandone dipendente nel 1989 su proposta di Bernard Chardère. Nel 1997 viene nominato Direttore Artistico insieme al Presidente Bertrand Tavernier. Insieme organizzano il centenario del cinema nel 1995 e il restauro di film dei fratelli Lumière. Organizza, sempre a Lione, il Festival Lumière.
Dopo aver declinato l'offerta, nel 1999, di dirigere la Cinémathèque française, viene nominato Delegato Generale del Festival di Cannes nel 2001, come successore di Gilles Jacob e dopo il repentino congedo di Olivier Barrot. Ottenne di non dover rinunciare al suo incarico presso l'Istituto Lumière. Alla testa del Festival di Cannes, Frémaux segna il ritorno degli studios americani sulla Croisette, apre il Palais des Festivals ai film di genere e al cinema d'animazione, prosegue il coinvolgimento di cinematografie esotiche (Cinema des Antipodes), stabilisce la distribuzione di film classici restaurati e corre alcuni rischi nel proporre film impegnati.
Nel 2005 vince, assieme a Dieter Kosslick, il Korean Cinema Award al Pusan International Film Festival.